# Aphantopus hyperantella
Aphantopus hyperantella är en fjärilsart som beskrevs av Embrik Strand 1919. Aphantopus hyperantella ingår i släktet Aphantopus och familjen praktfjärilar. Inga underarter finns listade i Catalogue of Life.